# Enrico Gualtieri
Enrico Gualtieri (Módena, 21 de fevereiro de 1975) é um engenheiro mecânico italiano de Fórmula 1 que atualmente é o diretor técnico de unidade de potência da equipe de Fórmula 1 da Ferrari.

## Carreira
Gualtieri se formou no ano de 2000 em engenharia mecânica na Universidade de Módena e Régio da Emília. Ele se junta à Ferrari para trabalhar em sua tese e, após sua formatura, foi contratado como especialista em simulação na equipe.
Em 2003, tornou-se especialista em simulação de dinâmica de fluidos de motores, assumindo gradualmente mais responsabilidades no departamento de dinâmica de fluidos e combustão de motores, trabalhando primeiro na pesquisa e depois no projeto a partir de 2008. Em 2010, se tornou chefe de confiabilidade do motor, lidando então com a confiabilidade da primeira unidade de potência da era híbrida da Fórmula 1, em 2014.
A partir de julho de 2014, assumiu a liderança do grupo de projeto e desenvolvimento de motores, função que Gualtieri até 2017, quando passou a ser responsável por todo o projeto relacionado com a unidade de potência. Em 2019, na sequência de uma reestruturação do departamento técnico, ele se tornou chefe de gerenciamento de projetos de unidade de potência e, em 2023, foi nomeado diretor técnico de unidade de potência.